# Washington Darts
I Washington Darts furono una franchigia calcistica statunitense, con sede a Washington.

## Storia
I Darts traggono origine dal Britannica Soccer Club, sodalizio sportivo dilettantistico attivo nei campionati amatoriali dell'area di Washington che venne fondato dallo scozzese Norman Southerland che ne fu anche giocatore ed allenatore. Nel 1967 il sodalizio entrò nella lega professionistica della American Soccer League come Washington Darts, mantenendo come allenatore Southerland.
Nella prima stagione, la American Soccer League 1967-1968, il club ottenne il terzo posto della First Division. Nelle due stagioni seguenti con Sutherland general manager e come allenatore-giocatore Lincoln Phillips, la 1968 e 1969, i Darts si aggiudicarono entrambi i tornei. Phillips è stato inoltre il primo nero a guidare una squadra di calcio statunitense professionista.
Anche per sostituire i falliti Washington Whips, nel 1970 i Darts passarono a giocare nella North American Soccer League, la massima competizione calcistica professionistica del Nordamerica. Nella NASL 1970 i Darts raggiungono la finale del torneo, perdendola contro i Rochester Lancers. La stagione seguente invece fu chiusa al terzo posto della Southern Division.
Alla fine del 1971 il sodalizio venne ricollocato a Miami, divenendo così i Miami Gatos. Gli stessi Gatos, divenuti nel 1973 Toros, furono ricollocati nel 1977 a Fort Lauderdale, dando origine ai Fort Lauderdale Strikers e poi dal 1984 in Minnesota dando origine ai Minnesota Strikers che chiusero definitivamente i battenti nel 1988. Solo il Fort Lauderdale Strikers vide portata avanti la sua identità da altri sodalizi.

## Allenatori
- Norman Sutherland (1963-1968)
- Lincoln Phillips (1968-1970)
- Alan Rogers (1971)

## Palmarès

### Competizioni nazionali
- American Soccer League: 2

1968, 1969

### Altri piazzamenti
- Campionato NASL:

Secondo posto: 1970